# 모리야마 미라이
모리야마 미라이(일본어: 森山未來, 1984년 8월 20일 ~ )는 일본 배우이다. 효고현 고베시 나다구 출신. OFFICE 사쿠 (마츠다 유사쿠 사무소) 소속.

## 약력
학력
- 슈쿠가와 프리 스쿨[1] → 고베 대학 부속 스미요시 초등학교 → 고베 대학 부속 스미요시 중학교 → 호토쿠 가쿠엔 고등학교 졸업, 타쿠쇼쿠 대학 외국어학부(스페인어학과) 중퇴.

배우 경력
- 만 5세부터 재즈 댄스, 6세부터 탭 댄스, 8세부터 클래식 발레와 힙합을 시작했다. 1999년 15세의 나이에 무대 《보이스 타임》로 본격 데뷔. 이전에도 무대 경험이 있다.
- 2001년 16세 때에는 단편 드라마 《TEAM 2》로 드라마에 첫 출연, 이후 《안녕, 오즈 선생님》으로 연속 드라마에 첫 출연하였다.
- 2003년 연속 드라마 《워터보이즈》에 출연. 2004년 영화 《세상의 중심에서 사랑을 외치다》에서 주인공 '마츠모토 사쿠타로'의 고교 시절 연기해, 그 해 블루리본상 신인상, 일본 아카데미상 우수 남우조연상, 신인배우상 등을 받으며, 배우로써 지명도를 높혔다.
- 2005년에는 이토 미사키와 남매 역할로 주연한 월9 드라마 《위험한 아네키》가 평균 시청률 18.8%의 높은 시청률 기록. 2006년 1인 2역으로 주연을 한 단편 드라마 《우리들의 전쟁》이 아시아 텔레비전 어워드의 싱글 드라마 부문에서 최우수상을 수상했다.
- 2007년 ~ 2008년에는 데뷔 시절부터 소속했던 소속사 아틀리에 단칸에서 오피스 사쿠(마츠다 유사쿠 사무소)로 이적했다.
- 2010년 일반인 여성과 결혼을 발표, 같은 해 10월에는 첫 아이의 출산을 공개했다. 아이의 성별에 대해서는 비공개. 또한 동년에 개봉한 영화 《피쉬 스토리》로 다카사키 영화제 최우수 남우조연상을 수상했다.
- 2011년에는 나가사와 마사미와 7년만에 호흡을 맞춘 영화 《모테키》가 대히트를 기록해, 전년에 방송된 드라마판도 여러 상을 수상했으며, 2012년 마이니치 영화 콩쿨 남우주연상, 일본 인터넷 영화 대상 남우주연상을 받았다. 또한, 같은 해 2월, 무대 《테즈카 TeZukA》로 첫 해외 공연을 출연하여, 이탈리아 로마를 시작으로 홍콩·뉴질랜드·룩셈부르크·싱가포르에서 공연하였다. 동년 7월에는 자신의 첫 라디오 레귤러 프로그램 인 《모리야마 미라이의 올 나잇 닛폰 GOLD》에서 진행을 맡았다. 11월 호치 영화상 남우조연상을 수상했다.
- 2013년 영화 《고역열차》를 통해 키네마 준보 베스트 텐 시상식 남우주연상, 에란도르상 신인상, 일본 아카데미상 우수 남우주연상·우수 남우 조연상을 동시에 수상하였다. 또한, 같은해 개봉한 애니메이션 영화 《세인트☆영멘》을 통해 성우에 첫 도전.

## 인물·에피소드
- 이름 未来 미라이[*]의 한자는 원래 未来의 예정이었지만 할머니가 未來로 적어버렸다.
- 어렸을 때부터 주위의 영향으로 할리우드 뮤지컬의 영상 작품에 익숙해졌다.
- 가족 모두가 마이클 잭슨의 열렬한 팬으로, 어릴 적에 월드 투어 중에 일본에 온 마이클을 호텔 화장실에서 만난 적이 있다.(하지만 당시에는 어린이였기 때문에, 본인 기억은 없다). 열성적인 팬이기 때문에, 후지 TV 《HEY! HEY! HEY! MUSIC CHAMP》 '마이클 잭슨' 특집에 게스트로 출연 한 적도 있다.
- 어머니는 고향의 고베에서 댄스 스튜디오 "모단 미리이"을 경영하고 있으며, 본인도 댄스 라이브 등을 통해 현재도 관계가 있다.
- 좋아하는 영화는 《정부》(1957년), 《사랑은 비를 타고》(1952년) 등의 고전 영화로, 진 켈리와 밥 호시 감독, 빌리 와일더 감독·배우 잭 레몬과 여배우 마를레네 디트리히, 오드리 헵번, 러네이 젤위거 등을 좋아한다.
- 독서도 좋아해, 좋아하는 일본 작가는 특히 미야자와 겐지, 다자이 오사무, 데라야마 슈지를 좋아한다. 또한 해외 작가의 작품으로는 파울루 코엘류의 《연금술사》를 애독하고 있으며, 아고타 크리스토프 3부작의 문체에 강하게 영향을 받고 있다. 독서의 범위는 소설에 그치지 않고 만화도 좋아하고 테즈카 오사무, 미즈키 시게루, 요코야마 미쓰테루의 팬으로도 알려져 있으며, 그 밖에도 아사노 이니오 등도 말하고 있다.
- 홀로 떠나는 여행을 좋아하고, 국내외 불문하고 자주 여행을 다닌다. 최근에는 아크릴 물감을 사용해 직접 손으로 그림 그리기에 빠져 있다.
- 다시 태어나면 되고 싶은 정도로, 고양이를 좋아한다. 집에서 채소(토마토, 가지, 오크라, 소송채 등)을 재배하고 있다. 또한, 2급 소형 선박 조종사 면허, 스쿠버 다이빙 자격증을 가지고있다.

에피소드
- 무대 《BOYS TIME》의 오디션에는 (당시 나이 제한은 만18세 이상이였음에도 불구하고) 중학교 3학년 때 응모하여 합격했다. 연출가 미야모토 아몬은 "어떤 춤도 빨리 습득하고 해내버리는 무서운 15세", "프레드 아스테어부터 천재라고 생각했다." 또한 이 작품에서 함께 무대 데뷔를 완수 한 것이 사토 류타이며, 2008년에는 사토의 첫 주연 드라마 《루키즈》에 우정 출연하였다.[2]
- 드라마 《모테키》에는 키린지의 〈나쁜 습관〉과 CHAGE & ASKA의 〈201호〉를 극중 노래로 직접 추천하여, 채용되었다.
- 드라마 《그 거리의 아이》에서는 연기뿐만 아니라 극중 음악의 드럼과 퍼커션 연주에도 참여하였다.
- 텔레비전 드라마에 출연하게 된 계기는, 2000년에 무대 《마마 라부즈·맘보》에서 쿠로키 히토미의 아들 역학을 맡았을때, 당시 이 무대를 보러 온 드라마 《TEAM》의 프로듀서로 기용된 것이 계기이다. 고등학교 2학년 때 《TEAM 2》, 《안녕, 오즈 선생님》에서 계속 동 프로듀서의 작품에 출연했다.
- 무대 《R2C2~사이보그이므로 밴드 그만 둡니다!》에서는, 극본·연출을 담당한 쿠도 칸쿠로의 요청에 의해 극중에서 키보드를 연주하였다. 그때까지 전혀 연주 경험이 없었지만, 약간의 연습 기간을 거쳐 2곡의 피아노 연주를 할 수 있게 되었다.
- 평소 좋아하는 뮤지션과의 교류도 많아, 사이토 카즈요시는 출연작 《피쉬 스토리》, 《리미트 - 형사의 현장 2》의 주제가로, 스가 시카오와는 음악 방송의 《Music Lovers》나 스가가 진행하는 라디오 방송에서, 키린지와는 에세이 책 "자포자기 패치 낙관적 미스트"의 삼자 회담 및 라디오 프로그램을 통해 YUKI와는 낭독 극 "LOVE LETTERS"의 대면이 실현되었다.
- 영화 《세이지: 육지의 물고기》의 촬영시에는 자전거로 홀로 여행을 하는 여행자'역을 연기하기 위해 오쿠 닛코의 촬영 장소까지 3일에 걸쳐 실제로 자전거로 왔다.
- 무대 《헤드윅 앤 앵그리 인치》를 관람 한 시이나 링고가, 라디오 출연시에 "미라이군은 노래도 댄스도 좋고 목소리도 너무 좋다. 그 사람은 일본의 데이비드 보위같으며, 그에게 곡을 써주고 싶다"라고 발언했다. 그외에도 《우리들의 음악》에 출연한 카라사와 토시아키가 지금 궁금해하는 좋은 생각의 신진 배우로 모리야마 이름을 말했다.
- 영화 《20세기 소년》에서 공연 한 토요카와 에츠시에 따르면, 보케와 츳코미 같은 관계였다고 하고, 츠츠미 유키히코 감독이 이 둘의 콤비를 마음에 들어, 원작에 없는 장면도 만들어졌다.

## 수상 내역
- 2003년 제38회 더 텔레비전 드라마 아카데미상 남우조연상 ('워터보이즈')
- 2004년 제47회 블루리본상 신인상 ('세상의 중심에서 사랑을 외치다')
- 2004년 제28회 일본 아카데미상 신인배우상 ('세상의 중심에서 사랑을 외치다')
- 2004년 제28회 일본 아카데미상 우수 남우조연상 ('세상의 중심에서 사랑을 외치다')
- 2004년 제59회 일본 방송영화예술대상 영화부문 우수 신인상 ('세상의 중심에서 사랑을 외치다')
- 2009년 제24회 다카사키 영화제 최우수 남우조연상 ('피쉬 스토리')
- 2011년 제66회 마이니치 영화 콩쿨 남우주연상 ('모테키')
- 2011년 제16회 일본 인터넷 영화대상 남우주연상 ('모테키', '그 거리의 아이')
- 2012년 제37회 호치 영화상 남우조연상 ('북쪽의 카나리아들들', '올웨이즈 3번가의 석양 '64')
- 2012년 제25회 닛칸 스포츠 영화 대상 남우조연상 ('북쪽의 카나리아들' 외)
- 2012년 제86회 키네마 준보 베스트 텐 남우주연상 ('고역 열차')
- 2012년 에란도르상 신인상 ('고역열차', '속죄', '북쪽의 카나리아들들', '올웨이즈 3번가의 석양 '64')
- 2012년 wowow 카테니 연극 대상 2012 프라임 연기상 ('테즈카 TeZukA', '헤드윅 앤 앵그리 인치')
- 2012년 제36회 일본 아카데미상 우수 남우주연상 ('고역 열차')
- 2012년 제36회 일본 아카데미상 우수 남우조연상 ('북쪽의 카나리아들')
- 2012년 제67회 일본 방송영화예술대상 영화부문 최우수 남우주연상 ('고역 열차')
- 2012년 제67회 일본 방송영화예술대상 영화부문 우수 남우조연상 ('북쪽의 카나리아들')
- 2012년 일본 전국 영화상 남자연기상 ('고역 열차', '북의 카나리아들들')

## 출연 작품
굵은 글씨는 주연 작품

### 영화
- 2003년 《REVOLVER 회전식 권총 푸른 봄》(오리지널 비디오 작품) - 타츠토시 역
- 2004년 《세상의 중심에서 사랑을 외치다》(토호) - 마츠모토 사쿠타로 역
- 2005년 《스쿨 데이즈》(팬텀 필름) - 아이자와 하루오 역
- 2007년 《스마일: 성스러운 밤의 기적》(토호) - 사노 슈헤이 역
- 2008년 《백만엔걸 스즈코》(니카츠) - 나카지마 료헤이 역
- 2008년 《20세기 소년 1부: 종말의 시작》(토호) - 만화가 카쿠 역
- 2009년 《20세기 소년 2부: 마지막 희망》(토호) - 만화가 카쿠 역
- 2009년 《피쉬 스토리》(쇼게이트) - 정의의 아군 역
- 2011년 《그 거리의 아이 극장판》(트랜스포머) - 나카타 유우지 역
- 2012년 《세이지: 육지의 물고기》(가가키노 필름스) - 나(여행자) 역
- 2011년 《모테키》(토호) - 후지모토 유키요 역
- 2012년 《올웨이즈 3번가의 석양 '64》(토호) - 키쿠치 코타로 역
- 2012년 《고역열차》(토에이) - 키타마치 간타 역
- 2012년 《속죄》(해외 영화제 버전) - 오츠기 타카히로 역
- 2012년 《북쪽의 카나리아들》(토에이) - 스즈키 노부토 역
- 2013년 《촉루성의 7인》 (공개 예정) - 주연작
- 2023년 《신 가면라이더》
- 2024년 《고스트캣 앙주》 - 안즈 쨩 역 (애니메이션)

### 텔레비전 드라마

#### 연속 드라마
- 2003년 《워터보이즈》(후지 TV) - 타테마츠 노리오 역
- 2001년 《안녕, 오즈 선생님》(후지 TV) - 이모토 코지 역
- 2004년 《사랑스런 그대에게》(후지 TV) - 토모카와 미츠오 역
- 2004년 《라스트 크리스마스》 - 하야마 탓페이 역
- 2005년 《위험한 아네키》(후지 TV) - 미나가와 유타로 역
- 2006년 《배우혼》 (후지 TV) - 아이카와 마모루 역
- 2008년 《형사의 현장》(NHK 종합) - 카토 게이고 역
- 2009년 《리미트 - 형사의 현장 2》(NHK 종합) - 카토 게이고 역
- 2010년 《그 거리의 아이》(NHK 종합) - 나카타 유우지 역
- 2010년 《모테키》(TV 도쿄) - 후지모토 유키요 역
- 2012년 《연속 드라마 W "속죄" 제1화》 - 오츠키 타카히로 역 ※제69회 베니스 국제 영화제 초청 작품)

#### 단편 드라마·게스트
- 2001년 《금요 엔터테인먼트 드라마 스페셜 "TEAM 2"》(후지 TV) - 사가미 쇼이치 역
- 2002년 《사이코 닥터 제5화》(NTV) - 하지메타 역
- 2003년 《마지막 변호인 제9화》(NTV) - 사토 유우키 역
- 2004년 《정말로 있었던 무서운 이야기 "마지막 쇼핑"》 - 아사이 유우지 역
- 2006년 《우리들의 전쟁》(TBS) - 오지마 켄타/이시바 코이치 역(1인 2역)
- 2007년 《마루마루 치비마루코짱》 (후지 TV) - 언니의 가정교사 역
- 2007년 《할아버지 선생님》 (NTV)
- 2008년 《토요일 프리미엄 "꿈을 찾는 법 가르쳐준다"》(후지 TV) - 키시마 켄지 역
- 2008년 《TBS·고단샤 드라마 원작 대상 수상작 "꼴통역할 신입사원"》(TBS) - 스즈키 노부오 역
- 2008년 《루키즈 제1화, 제2화》 - 하리모토 타쿠미 역 ※우정 출연
- 2010년 《담장 안의 중학교》(TBS) - 모리 타이가 역
- 2010년 《다자이 오사무 단편 소설집 vol.2 "달려라 메로스"》(NHK-BS2) - 메로스 역
- 2011년 《우키요에 여행 토카이 도중 도보 여행"》 (NHK 월드 프리미엄) - 기타하치 역

### 무대(연극)
- 아르고 뮤지컬 로봇! 웃었었지! (1997년)
- BOYS TIME (1999년·2000년 재연)
- 마마 라부즈·맘보 (2000년·2002년 재연)
- ABC 뮤지컬 '불새'(2000년)
- 코쿠마로의 여자들 (2001년)
- 라이어 걸 (2002년)
- 스타 탄생 (2004년)
- 모리야마 미라이 DANCE LIVE w / z 현대 미리이 회사 FELLOWSHIP OF FABLY~여행 동반자들 (2004년)
- BAT BOY THE MUSICAL (2005년·2006년 재연) - 주연
- 최악의 인생을 위한 가이드 북 (2005년)
- 극단☆신감 선 "메탈 맥베스"(2006년, 원작 : 윌리엄 셰익스피어, 각색 : 쿠도 칸쿠로)
- 혈액의 결혼 (2007년) - 주연
- 카바레 (2007년)
- 극단☆신감 선 SHINKANSEN ☆ RX "고에몬 록" (2008년)
- RENT (2008년) - 주연
- R2C2~사이보그이므로 밴드 그만 둡니다! (2009년, 극본·연출 : 쿠도 칸쿠로)
- "나사와 지폐 "based on 여살유지옥 (2009년) - 주연
- 카프카의 '변신' (2010년) - 주연
- I'm Levi 's ® 두명의 연극 "Griffon" (2010년) - 주연
- 시어터 코쿤 온 레퍼토리 2010 "탱고-TANGO-" (2010년) - 주연
- Revival / 야자키 타케시 (2010년)
- PARCO 프로듀스 "LOVE LETTERS-20th Anniversary Christmas Special-" (2010년)
- 극단☆신감 선 이노우에 가부키 "촉루성의 7인" (2011년)
- 테즈카 TeZukA (2012년)
- 헤드윅 앤 앵그리 인치 (2012년) - 주연
- 100만 번 산 고양이 (2013년, 예정) - 주연

연출·주연
- WONDERLAND (2005년) - 주연
- STUDIO MODERN MILLIE DANCE LIVE PART III "OVER THE RAINBOW" (2006년) - 주연
- 전쟁 원더 (2007년) - 주연

각본·연출·출연
- CAN 프로듀스 공연 휴가 공사 vol.0 "좋은 우연을 찾아" (2010년) - 주연

## 그외 출연

### 휴대 드라마
- au LISMO 오리지날 드라마 《씨름판의 아리아》 (2009년, 전 4화) - 고가 와타루 역

### 라디오
- 《모리야마 미라이의 올 나잇 닛폰 GOLD》 (2012년 7월 20일) ※진행

### 뮤직 비디오
- B'z 〈ARIGATO〉 (2004년)
- 후지 패브릭 〈새벽의 BEAT〉 (2010년)

### 텔레비전 방송
- 《호레유케! 스타☆대작전~마리모미 일촉즉발!》 (2007년 10월 14일, 테레비 카나가와 외) - 모리야마 과거·모리야마 현재 역 (1인 2역)
- 《붙잡히다 츠카무~13명의 용의자 제4회》 (2008년 5월 14일, WOWOW) - 모리타 미츠루 역
- 《다큐멘터리 × 드라마 "미래는 지금"》 (2009년 3월 25일, NHK 오사카)
- 《메시바나.》 (2010년 3월 7일·14일·21일·28일, TBS)

### 더빙
- 2013년 《세인트☆영멘》(토호) - 예수 역 ※더빙(목소리 출연)

## CD
- 극단☆신감 선 《메탈 맥베스》(2006년)의 삽입곡을 모은 CD에 〈메탈 엔카~후광 산도 삿갓〉, 〈밝아 오지 않는 밤은 SO LONG〉가 수록
- 극단☆신감 선 《고에몬 록》(2008년)의 삽입곡을 모은 CD에 〈복수야말로 우리 길〉, 〈절망과 빛〉이 수록
- SAKEROCK 앨범 〈LIFE CYCLE〉에 탭댄스의 "목소리"로 참여

### 메이킹 DVD
- 세상의 중심에서 사랑을 외치다~사쿠타로와 아키의 기억의 문
- 모리야마 미라이 in school daze

### 도서
- 모리야마 미라이 사진집 “나의 Scool Daze Diary” (2005년 12월) ISBN 4-86052-056-4

## CM(광고)
- 일본 맥도날드
- J-PHONE
- 하우스 식품
  - "내추럴 브라운"
  - 카레 PR "여름에 효과! 카레"
- 다이하츠 공업 "미라지노"
- 오오츠카 제약 "칼로리 메이트"
- 파르코 백화점 "후쿠오카 파르코 OPEN 기념 CM"
- 리바이스 2010년 봄의 브랜드 캠페인 "I'm Levi 's ®"
- 가네보 화장품 캠페인 "Lavshuca × FOX × GINGER Real Love Story Report"
- 엠씨 "More Challenges"
- 파르코 백화점 "2011 여름 그랜드 바자"
- 산토리음료 "산토리 천연 수(水)"
- 도요타자동차 "생각 하이브리드"